# NALCO
NALCO là một thị trấn thống kê (census town) của quận Anugul thuộc bang Orissa, Ấn Độ.

## Nhân khẩu
Theo điều tra dân số năm 2001 của Ấn Độ, NALCO có dân số 18.038 người. Phái nam chiếm 53% tổng số dân và phái nữ chiếm 47%. NALCO có tỷ lệ 73% biết đọc biết viết, cao hơn tỷ lệ trung bình toàn quốc là 59,5%: tỷ lệ cho phái nam là 78%, và tỷ lệ cho phái nữ là 68%. Tại NALCO, 14% dân số nhỏ hơn 6 tuổi.